# Indohyaenodontidae
Indohyaenodontidae («індійські гієнодонти») — викопна родина плацентарних ссавців із вимерлого ряду Hyaenodonta. Викопні рештки цих ссавців відомі з відкладень раннього і пізнього еоцену в Азії.

## Класифікація
- Family: †Indohyaenodontidae (Solé, 2013)
  - Genus: †Indohyaenodon (Bajpai, 2009)
    - †Indohyaenodon raoi (Bajpai, 2009)

  - Genus: †Yarshea (Egi, 2004)
    - †Yarshea cruenta (Egi, 2004)